# Karl Korsch
Karl Korsch (Tostedt, közel Hamburghoz, Németország, 1886. augusztus 15. – Belmont, Massachusetts, Amerikai Egyesült Államok, 1961. október 21.) német marxista filozófus és jogász, a nyugati marxizmus egyik megalapítója.

## Élete
Berlinben és Jénában végezte egyetemi tanulmányait. Politikai aktivitása a „Szabad Diákok” (Freien Studentenschaft) nevű diákszervezet progresszív szárnyához vezette. Jogtudományi fokozata megszerzése után  Angliába utazott filozófiát és politikai gazdaságtant tanulni, itt csatlakozott a Fabiánus Társasághoz. Az első világháború tragikus tapasztalata a forradalmi mozgalmakba sodorta: előbb a baloldali szocialista Németország Független Szociáldemokrata Pártja (Unabhängige Sozialdemokratische Partei Deutschlands, USPD), majd 1920-ban a Németország Kommunista Pártja (Kommunistische Partei Deutschlands, KPD) tagja lett.
1922-ben a KPD vezető funkcionáriusa lett. 1923-ban igazságügyminiszter volt a türingiai Egyesült Front-kormányban. Szerkesztője lett a párt Die Internationale című folyóiratának. 1924-ben szembekerült a III. Internacionálé (Komintern) és a német kommunista párt bolsevizálására irányuló szovjet irányvonallal. A párton belül önálló frakciót szervezett. 1926-ban kizárták a pártból mint baloldali ellenzékit. Néhány ezer tagból álló új szervezete előbb a Kommunista Politika (Kommunistische Politik), majd az Intranzigens Baloldal (Entschiedene Linke) nevet vette fel. Korsch az orosz forradalmat egyre inkább eltorzuló folyamatként értékelte, amely átnő a burzsoá forradalomba.
Ezután politikailag elszigetelődött, marginalizálódott és a tanítás felé fordult. Berlinben tartott filozófiai szemináriumokat. Tanítványai között voltak magyar fiatalok is (Partos Pál, Szabó Lajos, Fürth Barnabás), akik azután a Magyarországon  terjesztették antiorganizációs, bürokráciaellenes nézeteit, s létrehozták a korschi téziseket és a KAPD elképzeléseit követő Magyarországi Baloldali Kommunisták Szervezetét 1931-ben.
1933-ban elhagyta Németországot és az USA-ba emigrált. 1936-tól a New Orleans-i és a Seattle-i egyetemeken tanított. Részt vett az ez idő tájt szintén Amerikába költöző frankfurti iskola munkájában.

## Művei
- A marxizmus kvintesszenciája (1922)
- A történelem materialista felfogásának alapjai (1922)
- Marxizmus és filozófia (1923)
- A materialista történelemfelfogás (1929)
- A marxizmus válsága (1931)
- Karl Marx (1938)
- Lenin filozófiája (1938)